# Paul von Kulmiz

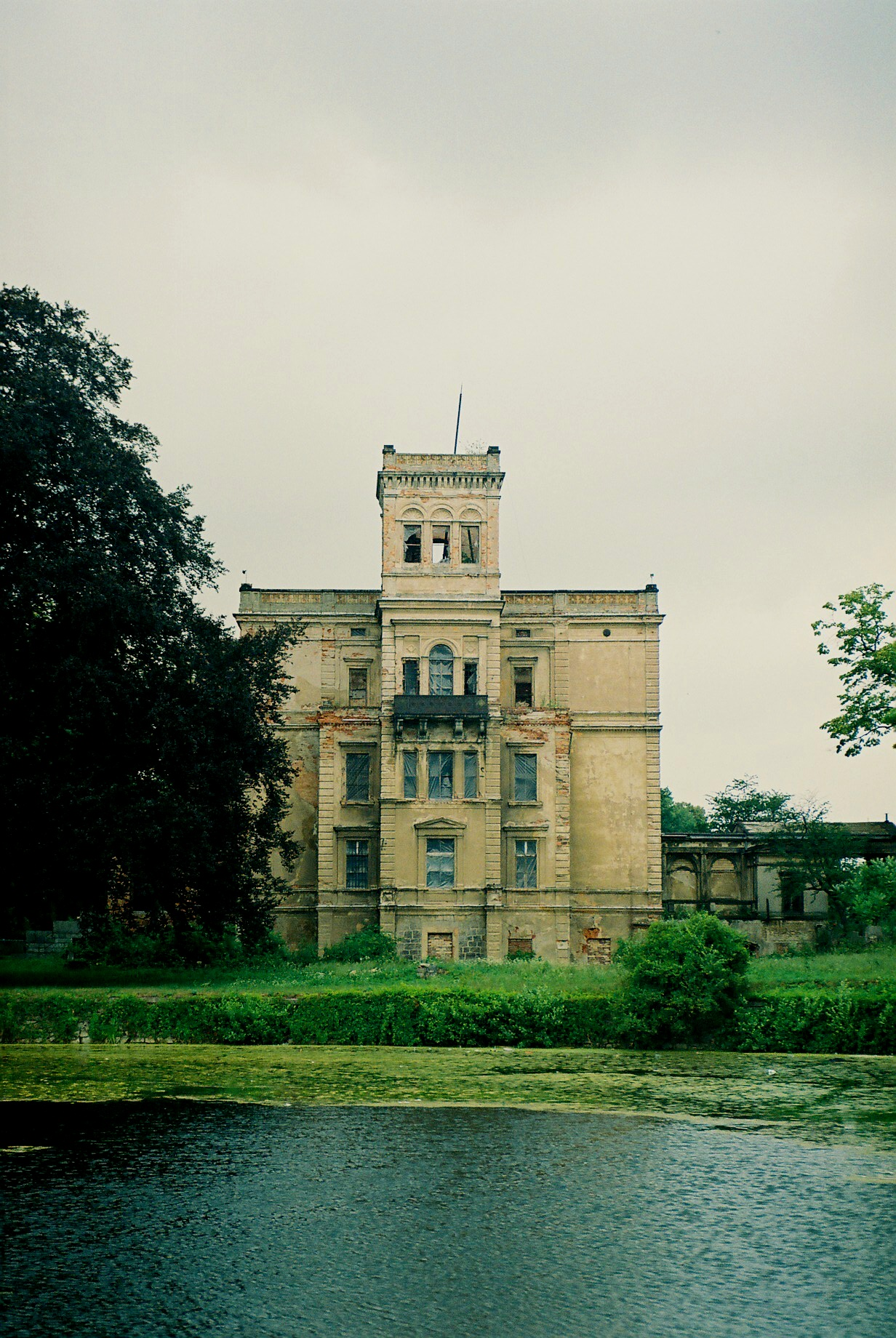
Herrenhaus Konradswaldau. 2011.

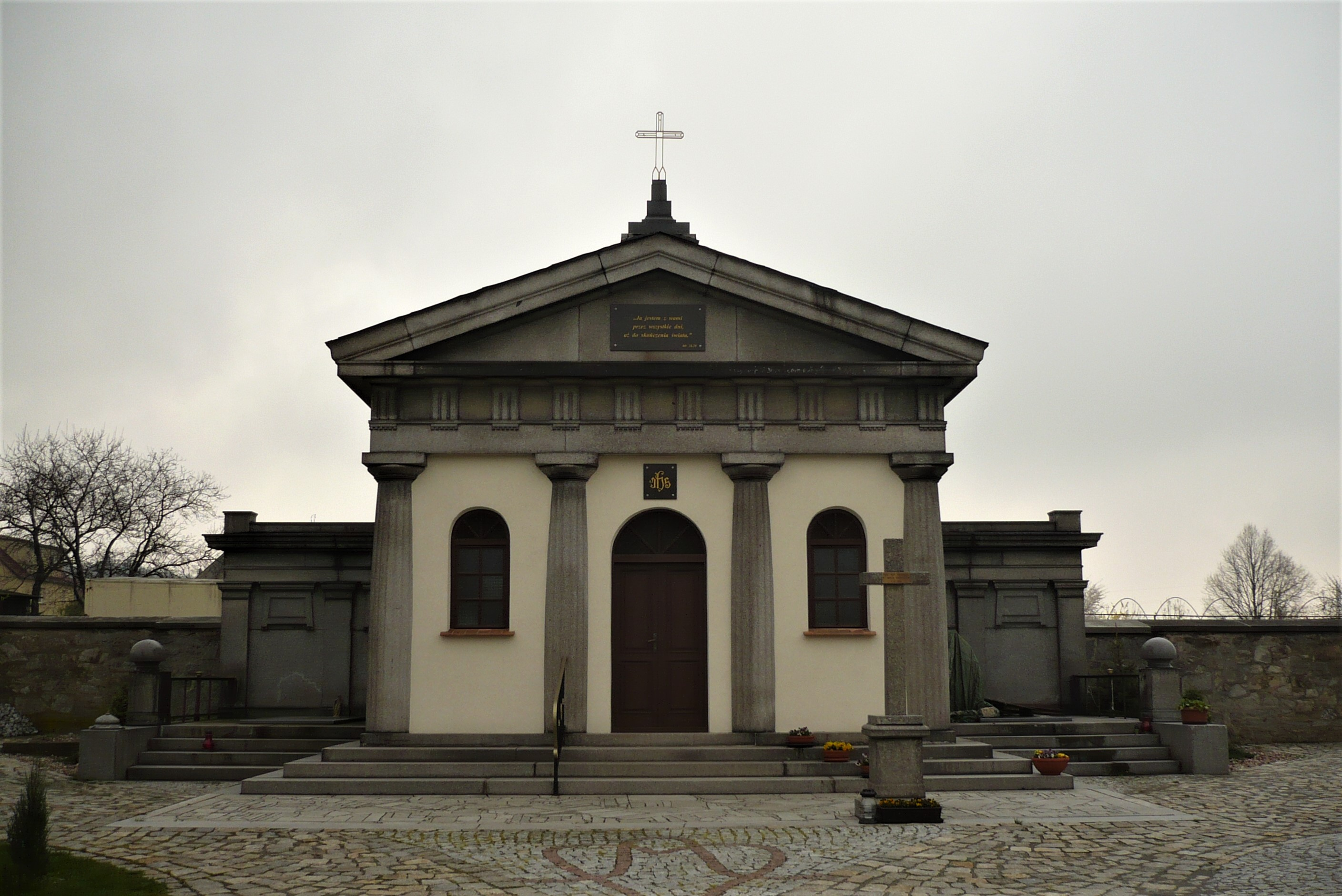
Kapelle von Kulmiz. Konradswaldau. 2017.

Karl Ludwig Paul Kulmiz, ab 1867 von Kulmiz (* 8. November 1836 in Schweidnitz, Provinz Schlesien; † 27. November 1895 in Bergfrieden bei Arnsdorf (Riesengebirge)) war ein deutscher Großindustrieller und preußischer Politiker.

## Leben
Er war der älteste Sohn des Geheimen Kommerzienrates und Unternehmers Carl von Kulmiz (1809–1874), Gründer der Ida- und Marienhütte in Laasan (Landkreis Striegau) und Gutsherr auf Conradswaldau (Landkreis Schweidnitz) (heute Mrowiny, Polen), und der Marie Mathilde Hübner (1817–1879). Vater Carl wurde mit allen Nachkommen am 5. Juli 1867 in Berlin in den preußischen erblichen Adelsstand erhoben. Die weiteren bürgerlichen Vorfahren stammen alle aus Jauer, Alt-Jauer.
Kulmiz besuchte das Gymnasium in seiner Geburtsstadt Schweidnitz und studierte danach sieben Semester Naturwissenschaften an der Universität Breslau. Während seines Studiums wurde er 1856 Mitglied der Burschenschaft Raczeks Breslau. Nach seiner Promotion zum Dr. phil. trat Kulmiz in die Unternehmen seines Vaters ein.
Kulmiz heiratete am 4. Mai 1871 in Kamenz Elisabeth Klementine Mathilde von Poser und Groß-Naedlitz (* 1. September 1845 in Trczinica, Kreis Kosten, Provinz Posen; † 22. Juni 1914), die Tochter des Heinrich Friedrich Ludwig von Poser und Groß-Naedlitz (1792–1882) und dessen Gemahlin und Cousine Emilie Essolda Mathilde von Poser und Groß-Naedlitz (1802–1872).
Nach dem Tod seines Vaters im Jahr 1874 übernahm Kulmiz die Leitung der Familienunternehmen und wurde Vorsitzender des Aufsichtsrats der Silesia AG, zu der die Chemische Fabrik in Saarau und die Ida- und Marienhütte gehörten. Gleichzeitig leitete er die zum Familienimperium gehörigen Betriebe der Kulmizschen Granitindustrie in Striegau, die Kulmizschen Steinkohlenbergwerke und den Kohlenhandel in Altwasser bei Waldenburg (Niederschlesien).
In den Jahren 1881, 1884 und 1887 wurde Kulmiz als Wahlkreisabgeordneter von Schweidnitz-Striegau in den Deutschen Reichstag gewählt, dem er bis 1890 angehörte. Daneben war der Rittergutsbesitzer, Vorsitzender des Ausschusses der Invaliden- und Krankenversicherung in Schlesien, Mitglied des Provinziallandtages, des Kreisausschusses und des Landeseisenbahnrates sowie stellvertretendes Mitglied im Provinzialausschuss. Außerdem wirkte Kulmiz als Amtsvorsteher und Standesbeamter. Kulmiz starb an einem schweren Gehirnleiden.
Sein Bruder Eugen von Kulmiz (1850–1925) und dann dessen Nachfahren erbten die Begüterungen und Anteile der Firmen.